# Ferroplasma
En taxonomia, Ferroplasma és un gènere de la família Ferroplasmaceae.
El gènere Ferroplasma té només tres espècies. La seva espècie tipus, F. acidophilum, és un membre acidòfil que oxida el ferro dels Euryarchaeota. Generalment es troba en mines que tenen un greu drenatge àcid.

### Revistes científiques
- Golyshina OV, Pivovarova TA, Karavaiko GI; etal «Ferroplasma acidiphilum gen. nov., sp. nov., an acidophilic, autotrophic, ferrous-iron-oxidizing, cell-wall-lacking, mesophilic member of the Ferroplasmaceae fam. nov., comprising a distinct lineage of the Archaea». Int. J. Syst. Evol. Microbiol., 50, 3, 01-05-2000, pàg. 997–1006. Arxivat de l'original el 13 de novembre 2023. DOI: 10.1099/00207713-50-3-997. PMID: 10843038 [Consulta: 19 d’octubre 2015].

### Llibres científics
- Madigan, M.T. and Martinko, J.M.. Brock Biology of Microorganisms, 11th Ed..  Pearson Prentice Hall, 2005.